# Nationalpark Cát Bà
Koordinaten: 20° 47′ 50″ N, 107° 24′ 25,5″ O
Der Nationalpark Cát Bà (vietnamesisch Vườn quốc gia Cát Bà) liegt im Norden von Vietnam auf der Insel Cát Bà. Er wurde 1986 gegründet und gilt als einer der schönsten Nationalparks des Landes. Das bergige Eiland ist die größte von etwa 3000 Inseln in der von der UNESCO als Welterbe anerkannten Halong-Bucht. Das Gebiet umfasst eine Fläche von 280 km².

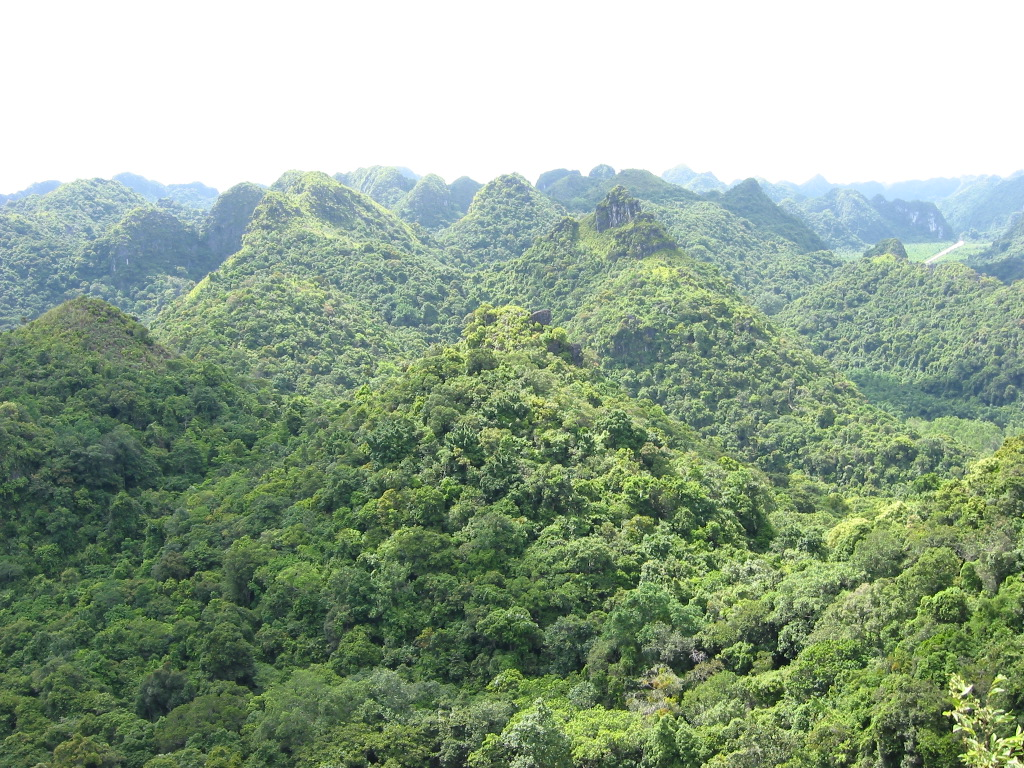
Cát-Bà-Nationalpark (2005)

Charakteristisch für den Park sind die mit subtropischen Pflanzen bewachsenen Kalksteinberge. Für Reptilienliebhaber ist der Park besonders zu empfehlen. Seeschlangen, Geckos und Pythons leben hier. Im Meer sieht man oft Delphine. An den Ufern leben im Winter viele Zugvögel aus Europa. Im Inselinnern kann man Makaken, Gibbons und Bergziegen entdecken.
Im Nationalpark kommt der äußerst seltene und endemische Goldkopflangur (Trachypithecus poliocephalus) vor. Die Internationale Naturschutzunion (IUCN) stuft den Goldkopflanguren als eine der weltweit bedrohtesten Affenarten ein. Seit November 2000 läuft ein Projekt zum Schutz dieses Primaten. Es wird durch die Zoologische Gesellschaft für Arten- und Populationsschutz e.V. (ZGAP) zusammen mit dem Allwetterzoo Münster unterstützt und gefördert.
In den vergangenen Jahren kam es zu einem regelrechten Besucherboom im Nationalpark, weshalb von Besuchen an Wochenenden und Feiertagen abgesehen werden sollte. Der längste Wanderweg ist etwa 18 km lang (6 Stunden Gehzeit).